# Laupen
Laupen (toponimo tedesco; in francese Loyes, desueto) è un comune svizzero di 3 093 abitanti del Canton Berna, nella regione di Berna-Altipiano svizzero (circondario di Berna-Altipiano svizzero); ha lo status di città.

## Storia
Nel 1339 fu teatro della battaglia di Laupen tra le armate svizzere del Canton Berna e le milizie asburgiche.
È stato il capoluogo del baliaggio di Laupen fino al 1798 e poi del distretto di Laupen fino alla sua soppressione nel 2009.

## Monumenti e luoghi d'interesse

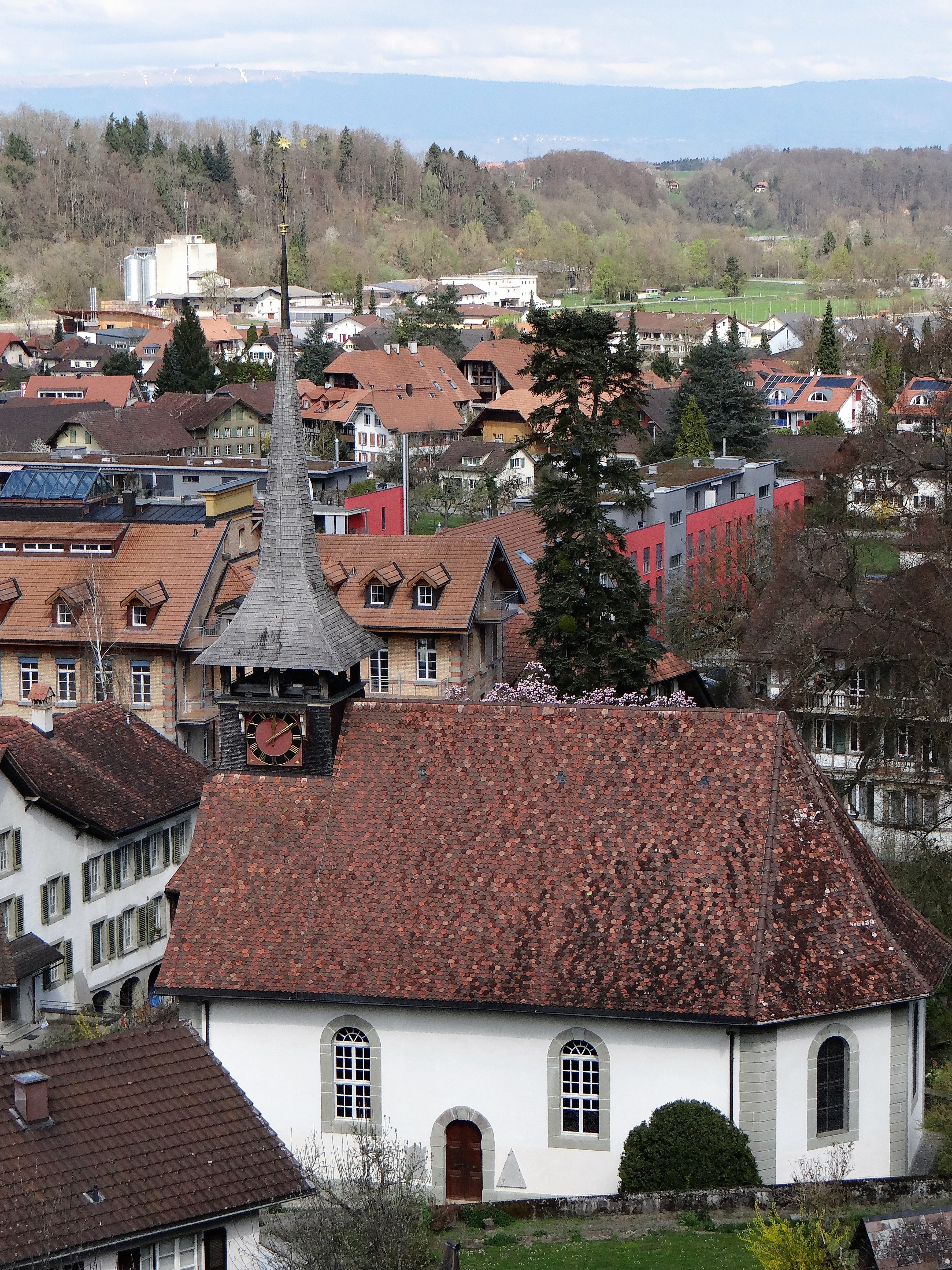
La chiesa riformata

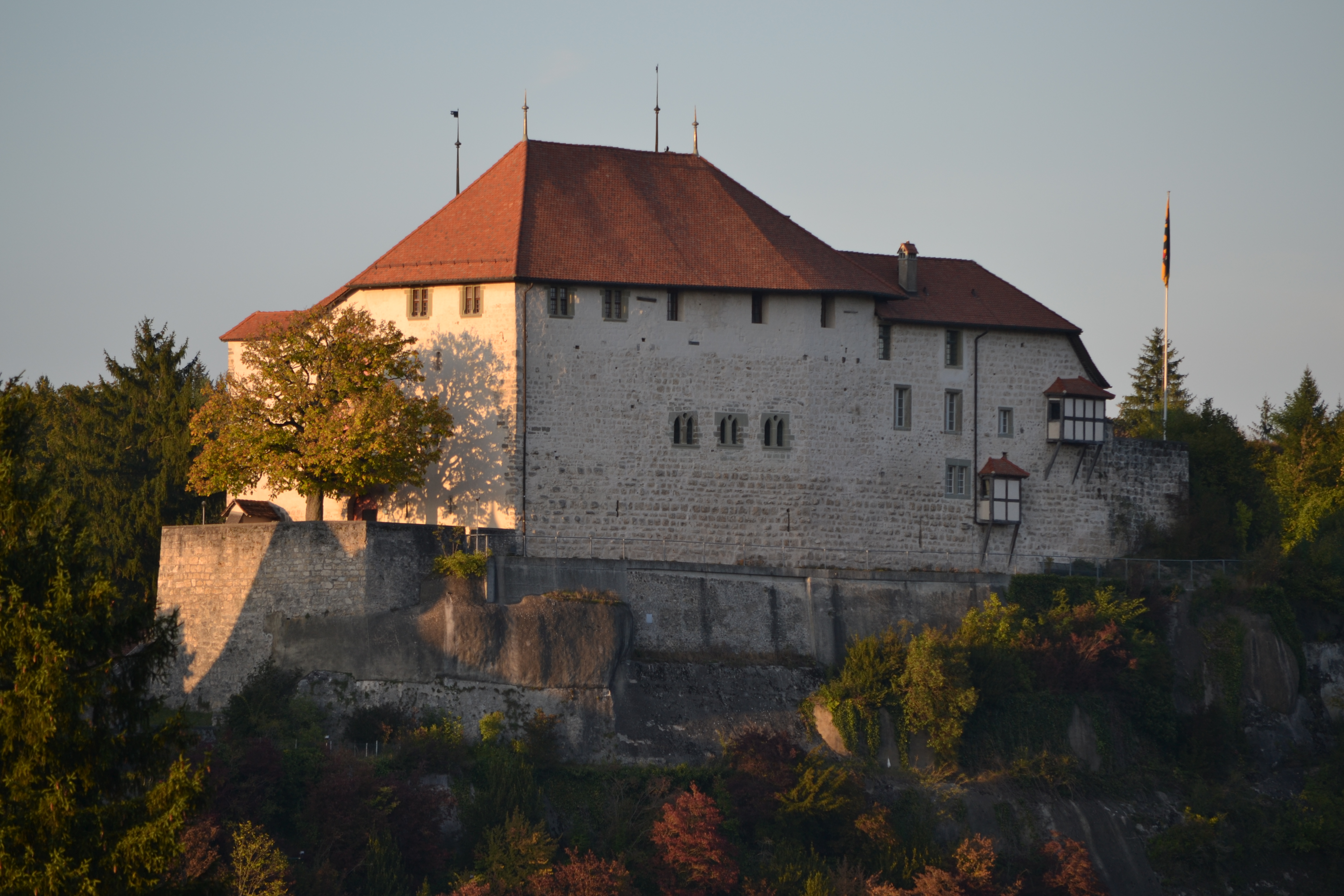
Il castello di Laupen

- Chiesa riformata (già di San Pancrazio), attestata dal 1356 e ricostruita nel 1479 e nel 1734[1];
- Castello di Laupen, eretto nel X-XIII secolo[1].

## Società

### Evoluzione demografica
L'evoluzione demografica è riportata nella seguente tabella:
Abitanti censiti

## Infrastrutture e trasporti
Laupen è servita dall'omonima stazione sulla Sensetalbahn (percorsa dai convogli della linea S2 della rete celere di Berna).

## Amministrazione
Ogni famiglia originaria del luogo fa parte del cosiddetto comune patriziale e ha la responsabilità della manutenzione di ogni bene ricadente all'interno dei confini del comune.